# Michel de Decker
Michel de Decker (ur. 23 stycznia 1948 w Saint-Pol-sur-Mer, zm. 17 sierpnia 2019) – francuski historyk.

## Dzieła
- 12 corsets qui ont changé l'histoire, éd. Pygmalion, 2011
- Alexandre Dumas, un pour toutes, toutes pour un, éd. Belfond, 2010
- Henri IV, les dames du Vert Galant, éd. Belfond, 2010
- La Normandie racontée à Mathilde, éd. Orep, 2010
- Un jour en Normandie, 2 volumes, Orep, 2009
- Claude Monet, éd. Pygmalion, 2009
- La Reine Libertine – La Reine Margot, éditions Pygmalion, 2009 (polskie tłumaczenie Margot, Świat Książki, 2011)
- Napoléon III ou l'Empire des sens, éditions Belfond, 2008
- Les Grandes Heures de la Normandie, éditions Pygmalion, 2007
- La Marquise des Plaisirs – Madame de Pompadour, éditions Pygmalion, 2007
- Marie-Antoinette – Les dangereuses liaisons de la Reine, éditions Belfond, 2005
- Napoléon – Les plus belles conquêtes de l'Empereur, éditions Belfond, 2004
- Gabrielle d'Estrées – Le grand amour de Henri IV, éditions Pygmalion, 2003
- La Vie amoureuse de Talleyrand, éditions Belfond, 2003
- Diane de Poitiers, éditions Pygmalion, 2002
- Victor Hugo pour ces dames, éditions Belfond, 2002
- La Duchesse d'Orléans, éditions Pygmalion, 2001
- Guillaume le Conquérant, éditions Bertout, 2001
- Pendu de soirée (co-écrit avec Domnique Jory), éditions Maîtres Jacques, 2000 ; Réédition France Loisirs, collection Piment
- Louis XIV, le Bon Plaisir du Roi, éditions Belfond, 2000 ; édition Le Grand Livre du Mois, 2000 ; édition France Loisirs, 1998
- Les Jeunes Amours de Louis XV, éditions Pygmalion, 2000
- Mille ans normands, éditions Bertout, 1999